# 4. svibnja
4. svibnja (4. 5.) 124. je dan godine po gregorijanskom kalendaru (125. u prijestupnoj godini).
Do kraja godine ima još 241 dan.

## Događaji
- 374. – Atlatl Cauac zasjeo na prijestolje Teotihuacana.
- 1624. – Nizozemski kolonijalist Peter Minuit kupio je Manhattan od Indijanaca Algonquina za 24 dolara.
- 1924. – Otvorene ljetne olimpijske igre u Parizu.
- 1945. – Drugi svjetski rat: britanske snage oslobodile sabirni logor Neuengamme.
- 1949. – U zrakoplovnoj nesreći poginula je čitava momčad nogometnog kluba Torina izuzev dva igrača koji nisu prisustvovali letu.
- 1953. – Ernest Hemingway osvojio Pulitzerovu nagradu za djelo "Starac i more".
- 1979. – Margaret Thatcher postala je prva premijerka Velike Britanije.
- 1980. – preminuo Josip Broz Tito, čelnik partizanskog pokreta i bivši predsjednik SFRJ.
- 1990. – Latvija je proglasila neovisnost od Sovjetskog Saveza.
- 2000. – Ken Livingstone postao prvi londonski gradonačelnik.
- 2024. – Luka Modrić postao najstarijim i najtrofejnijim igračem Real Madrida, prestigavši tako Ferenca Puškaša.[1][2]

| - 1008. – Henrik I., francuski kralj († 1060.) - 1559. – Alice Spencer, britanska plemkinja († 1637.) - 1804. – Margaretta Riley, engleska botaničarka († 1899.) - 1900. – Antun Augustinčić, hrvatski kipar († 1979.) - 1921. – Edo Murtić, hrvatski slikar († 2005.) - 1924. – Nenad Brixy, hrvatski novinar i književnik († 1984.) - 1929. – Audrey Hepburn, američka filmska i kazališna glumica († 1993.) - 1939. – Zvonimir Kamenar, hrvatski kipar - 1939. – Amos Oz, izraelski književnik i novinar - 1948. – Tupou V., tongoaški kralj - 1982. – Matija Kluković, hrvatski filmski redatelj, scenarist i montažer - 1988. – Radja Nainggolan, belgijski nogometaš | - 1825. – Stjepan Korolija, zagrebački kanonik, pisac, prevoditelj (* 1760.) - 1878. – Roberto de Visiani, hrvatski botaničar talijanskog porijekla (* 1800.) - 1893. – Mirko Bogović, hrvatski književnik (* 1816.) - 1980. – Josip Broz Tito, jugoslavenski političar (* 1892.) - 2017. – Vojislav Sekelj, hrvatski književnik iz Vojvodine (* 1946.) - 2021. – Saša Anočić, hrvatski glumac i redatelj (* 1968.) |

## Blagdani i spomendani
- Dan grada Klanjca